# Aalter-Bruxelles
Aalter-Bruxelles est une ancienne course cycliste en ligne. Départ de Aalter : ville située à l'Est de Gand dans les Flandre-Orientale arrivée à Bruxelles.
De 1952 à 1954 : réservé aux indépendants.

## Palmarès
| Année | Vainqueur        | Deuxième         | Troisième         |
| ----- | ---------------- | ---------------- | ----------------- |
| 1952  | Henri Denys      | Jos Wouters      | Jos Lefevre       |
| 1953  | Maurice Blomme   | Edgar Bauwers    | Ludo Der Elst     |
| 1954  | Roger Batslé     | Cees Paymans     | René Van De Walle |
| 1955  | Basiel Wambeke   | Joseph Theuns    | Joseph Hendrickx  |
| 1956  | Roger Verplaetse | Victor Wartel    | André Blomme      |
| 1957  | René Mertens     | Georges Decraeye | Florent Rondelé   |
| 1958  | Léopold Rosseel  | René Mertens     | René Van Meenen   |

## Sources
- Dictionnaire international du cyclisme - Claude Sudres (Éditions Ronald Hirlé - 1991)